# David Urban
David Urban (* 1973 Praha) je český kriminalista a spisovatel. Je známý především jako autor kriminálních povídek a románů.

## Život a dílo
Narodil se v Praze, je zaměstnaný u kriminálky. U Policie České republiky začínal jako řadový policista na místním oddělení v Praze, v současné době pracuje u pátrací kriminálky.
V roce 2016 začal psát povídky, později i romány. S povídkami žánrů sci-fi, fantasy, hororu a historie se zúčastnil různých literárních soutěž. Zvítězil v roce 2019 v soutěži sci-fi povídek O stříbřitělesklý halmochron, obsadil druhé místo v ročníku 2017 a druhé místo v soutěži s hororovou tematikou Rokle šeré smrti 2017. Vyhrál soutěž o historickou povídku na téma římských legií, kterou pořádal Archeologický institut v Mušově.
Později přešel ke krimi žánru. Je dvojnásobným vítězem v soutěži kriminálních příběhů Česká lupa, finalistou soutěže O cenu Havrana. Je držitelem Ceny Jiřího Marka 2022, Ceny Společnosti Agathy Christie 2020 (Dobrá partie), Ceny České Společnosti Sherlocka Holmese 2019 (Poslední případ Hercula Poirota). V roce 2023 byl nominován na cenu Magnesia Litera v kategorii detektivky (Hra o přežití).
Své povídky uveřejnil v antologiích 4. český thriller, Uchovej mou duši, Nejlepší detektivní povídky roku 2018.